# Кудугу
Кудугу (фр. Koudougou) — місто й міська комуна в Буркіна-Фасо.

## Географія та економіка
Місто Кудугу розміщено в центральній частині Буркіна-Фасо, за 75 км на захід від столиці країни Уагадугу. Є головним містом Західно-Центральної області та провінції Булькіємде. Міська комуна налічує 131 825 чоловік (станом на 2006 рік) і заселена переважно представниками народу мосі. В адміністративному відношенні місто розділено на 10 секторів. Чинний мер — Нузеле Кафанго.
Кудугу є центром промислового району, де зосереджені текстильні, харчові підприємства та підприємства з переробки бавовни. Містом проходить залізнична лінія. 2005 року тут було відкрито університет.

## Відомі уродженці
У місті Кудугу народились:
- Моріс Ямеого — перший президент Верхньої Вольти
- Терциус Зонго — колишній прем'єр-міністр Буркіна-Фасо.

## Міста-партнери
- Мельзунген